# Balbino Giuliano
Balbino Giuliano (Fossano, 4 gennaio 1879 – Roma, 13 giugno 1958) è stato un politico e storico della filosofia italiano. Membro del partito Fascista.

## Biografia
Laureato in lettere e filosofia all'Università di Torino, fu insegnante di Piero Gobetti al Liceo classico Vincenzo Gioberti.
In gioventù fece parte della sezione italiana della Società Teosofica, con l'intento di riscoprire e rivalutare le radici rinascimentali autoctone della tradizione esoterica italiana. In tal senso pubblicò nel 1904 un testo riguardante gli aspetti ritenuti più ermetici ed "eretici" della filosofia di Marsilio Ficino, contro l'interpretazione a suo dire filo-cattolica di Arnaldo Della Torre di due anni prima.
Nel 1925 ebbe poi inizio la sua carriera nel mondo accademico che lo portò ad essere docente. Insegnò:
- Filosofia e Storia della filosofia all'Istituto superiore di magistero di Firenze (1925-1930)
- Etica all'Università degli Studi di Bologna (1931-1932)
- Etica all'Università di Roma (1932)
- Filosofia morale all'Università di Roma (1932-1935)

Dal 1935 al 1940 fu anche preside della facoltà di lettere e filosofia nell'ateneo della Capitale.
Benché nel 1904 fosse stato iniziato in Massoneria nella Loggia "Valle del Chiento" di Camerino (Macerata), in seguito aveva aderito al fascismo e venne eletto deputato per il Partito Nazionale Fascista nel 1924 e nel 1929. Sottosegretario di Stato al Ministero della pubblica istruzione dal 1924 al 1925, ebbe l'incarico di ministro dell'educazione nazionale del governo Mussolini dal 1929 al 1932: fu lui ad imporre ai professori universitari il giuramento di fedeltà al regime, che venne sottoscritto da tutti i docenti tranne dodici.
Nominato senatore del Regno nel 1934, dopo la caduta del fascismo si ritirò a vita privata. Nel dopoguerra fu deferito all'Alta Corte di Giustizia per le Sanzioni contro il Fascismo ma beneficiò dell'amnistia Togliatti e non subì alcuna condanna.